# Perrysburg (Ohio)
Perrysburg is een plaats (city) in de Amerikaanse staat Ohio, en valt bestuurlijk gezien onder Wood County.

## Demografie
Bij de volkstelling in 2000 werd het aantal inwoners vastgesteld op 16.945.
In 2006 is het aantal inwoners door het United States Census Bureau geschat op 16.902, een daling van 43 (-0.3%).

## Geografie
Volgens het United States Census Bureau beslaat de plaats een oppervlakte van
23,6 km², waarvan 23,1 km² land en 0,5 km² water.

## Plaatsen in de nabije omgeving
De onderstaande figuur toont nabijgelegen plaatsen in een straal van 12 km rond Perrysburg.